# Simply Red
Simply Red est un groupe de pop britannique originaire de Manchester, fondé au début de l'année 1985.
Souvent représenté à lui seul par son leader et chanteur Mick Hucknall, il se fait immédiatement connaître avec l'album Picture Book, publié l'année même de la formation.

## Historique
Son style est influencé par des genres aussi divers que la pop, le rock, le jazz, le reggae et la blue-eyed soul. Son nom (littéralement « simplement rouge ») fait référence à la chevelure rousse du chanteur et fondateur du groupe, Mick Hucknall, au Parti travailliste (le Labour, plutôt ancré à gauche) ainsi qu'à la couleur du maillot de l'équipe de football du Manchester United.
Simply Red connait rapidement le succès international avec des singles (parfois des reprises) comme Money's Too Tight (to Mention), Holding Back the Years (no 1 aux États-Unis en 1986) (tous deux extraits du premier album du groupe Picture Book publié fin 1985), If You Don't Know Me by Now (également no 1 aux États-Unis, en 1989), Stars (en) ou encore Fairground (no 1 au Royaume-Uni en 1995), et Sunrise devenant en peu de temps l'un des groupes anglais les plus populaires de cette époque-là, avec plus de 50 millions d'albums vendus à travers le monde.

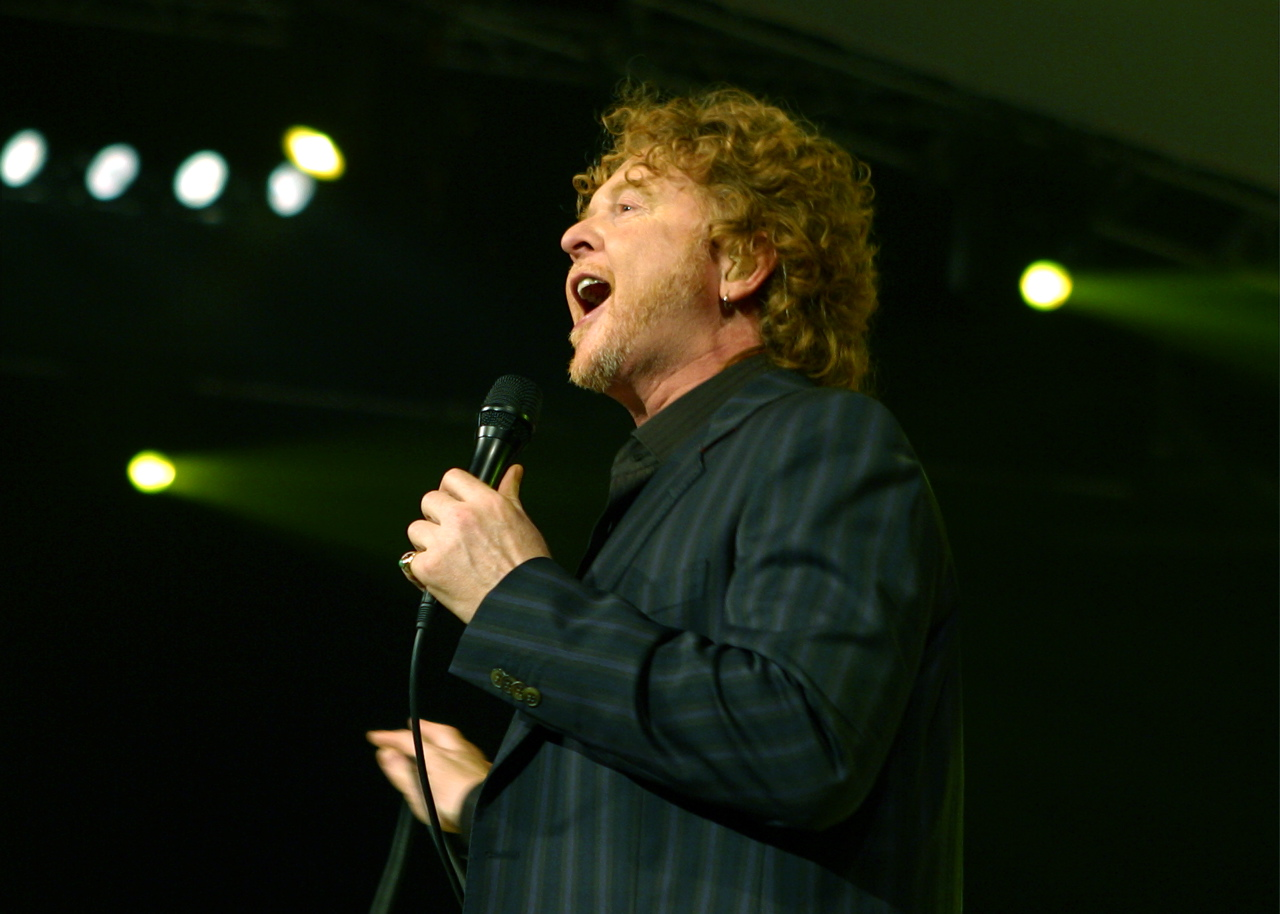
Mick Hucknall sur scène en 2014.

Simply Red fait partie de la « Seconde invasion britannique (en) », terme définissant la présence majeure d'artistes britanniques au sein des charts mondiaux et ayant débuté avec les Nouveaux Romantiques et le new wave dans les années 1980 avant d'être éclipsé par le mouvement Madchester.
Le groupe embarque le 1er février 2009 pour une tournée mondiale prévue pour durer jusqu'en 2010 : « The Greatest Hits Tour », censée correspondre à leur tournée d'adieu.

Mick Hucknall annonce : « j'ai décidé que 25 années sont suffisantes, et que 2009 sera la dernière tournée de Simply Red. »[réf. nécessaire]
Mais, contre toute attente, le groupe se reforme fin 2014 pour une durée limitée incluant une tournée de concerts en 2015. De la formation d'origine, ne restent que Hucknall et McIntyre, ainsi que Kirkham, qui avait rejoint la formation officiellement en 1989 (mais avait participé à quelques morceaux sur Men and Women en tant que musicien additionnel).
Malgré les précédentes déclarations, la reformation semble s'inscrire dans le temps, et Simply Red publie en 2019 un nouvel album intitulé Blue Eyed Soul. Une nouvelle tournée est lancée en parallèle, et rapidement mise en péril en raison de pandémie de Covid-19.

## Membres
Membres actuels
- Mick Hucknall – Voix et piano (1985–2010, 2015–présent)
- Ian Kirkham – Bois, clavier (1986–2010, 2015–présent)
- Steve Lewinson – Basse (1995–1998, 2003–2010, 2015–présent)
- Kenji Suzuki – Guitare (1998–2010, 2015–présent)
- Kevin Robinson – Cuivres, chœurs (1999–2010, 2015–présent)
- Dave Clayton – Clavier (2003–2010, 2015–présent)
- Roman Roth – Batterie (2015–présent)

Anciens membres
| - Fritz McIntyre – Clavier, voix (1985–1996) - Tim Kellett – Cuivres, clavier, chœurs, basse (1985–1994) - Tony Bowers – Basse (1985–1991) - Chris Joyce – Batterie (1985–1991) - David Fryman – Guitare (1985) - Sylvan Richardson – Guitare (1985–1987) - Aziz Ibrahim – Guitare (1987–1988) - Heitor Pereira – Guitare (1988–1996) - Gota Yashiki – Batterie (1991–1995, 1998–2003) - Shaun Ward – Basse, chœurs (1991–1994) | - Dee Johnson – Chœurs (1992–2008) - Velroy Bailey – Batterie (1995–1998) - Sarah Brown – Chœurs (1996–2008) - Tim Vine – Clavier, basse (1996–1999) - John Johnson – Cuivres (1998–2008) - Mark Jaimes – Guitare (1998–2003) - Wayne Stobbart – Basse (1998–2003) - Chris De Margary – Bois (1998–2008) - Andy Wright – Clavier, basse (1998–2002) - Pete Lewinson – Batterie (2003–2010) |

## Discographie

### Albums studio
- 1985 : Picture Book
- 1987 : Men and Women
- 1989 : A New Flame
- 1991 : Stars
- 1995 : Life
- 1998 : Blue

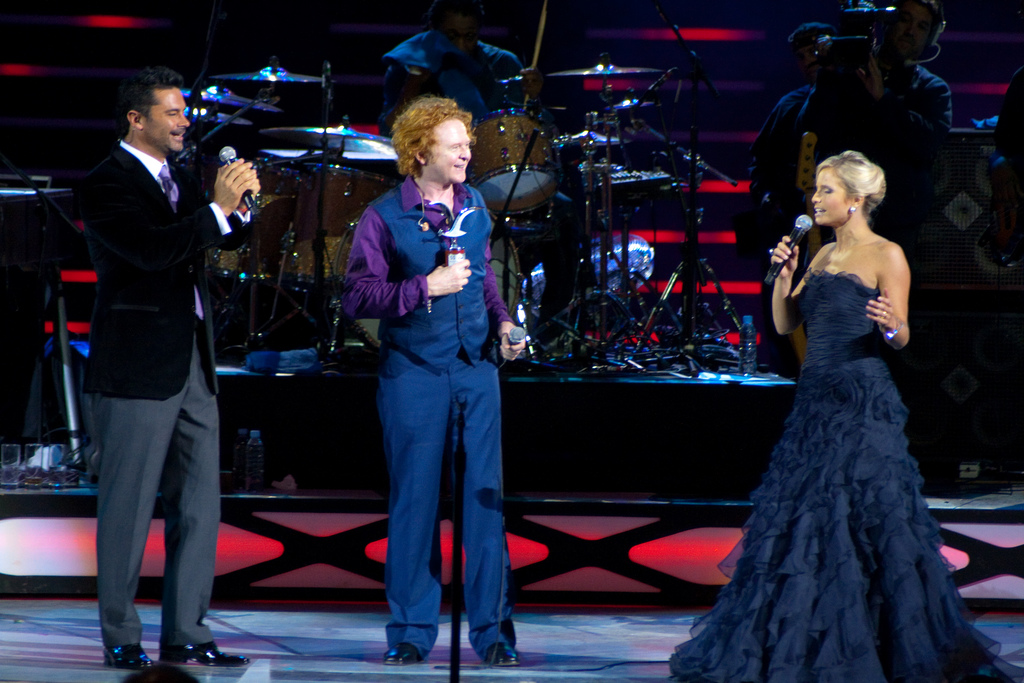
Simply Red en concert à Viña del Mar au Chili en 2009.

- 1999 : Love and the Russian Winter
- 2003 : Home
- 2005 : Simplified
- 2007 : Stay
- 2015 : Big Love
- 2019 : Blue Eyed Soul
- 2023 : Time

### Compilations / Live
- 1996 : Greatest Hits
- 2000 : It's Only Love
- 2003 : The Very Best of Simply Red
- 2008 : 25: The Greatest Hits
- 2010 : Songs of Love
- 2013 : Song Book 1985-2010 (Coffret 4 CD)
- 2018 : Symphonica in Rosso: Live at Ziggo Dome, Amsterdam
- 2021 : Remixed Vol.1 (1985-2000)

## Tournées
- 1987 : Men And Women
- 1989 : A New Flame
- 1991 : Stars Tour
- 1995 : Life
- 1998 : Blue Tour
- 1999 : Spirit Of Life Tour
- 2003 : Home Live in Sicily
- 2005 : Simplified Tour
- 2006 : Summer 2006 Tour
- 2007 : Stay Tour
- 2009 : 25: The Greatest Hits Tour
- 2011 : Farewell: Live in Concert at Sydney Opera House
- 2015 : Big Love Tour